# Armelle Maguer
Armelle Maguer oder Armelle Geydet (* 8. Dezember 1967 in Périgueux) ist eine französische Malerin und Kunstlehrerin, die derzeit in der Nähe von Hamburg lebt.

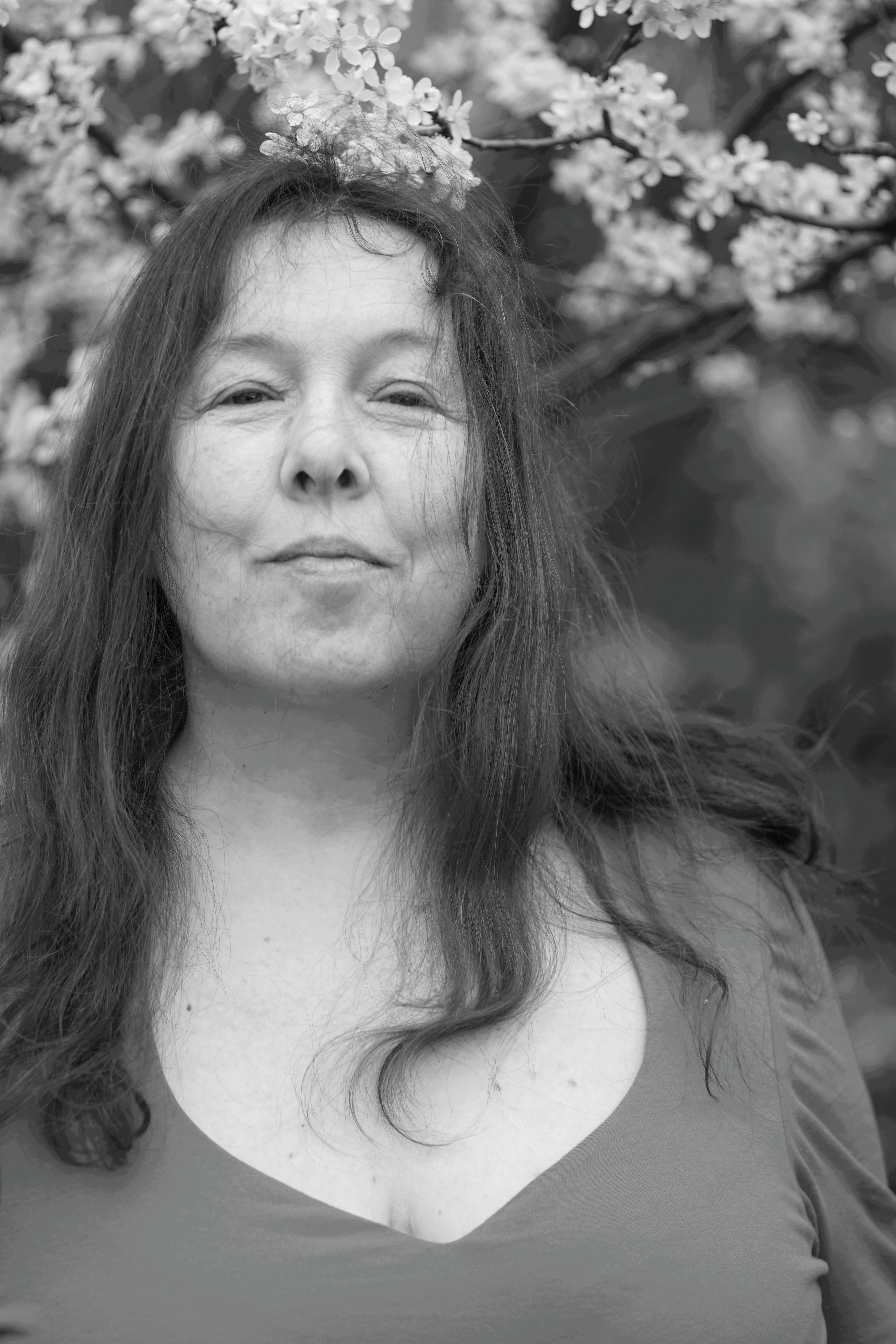
Armelle Maguer (2023)

## Leben und Werk
Armelle Maguer wuchs auf einem Bauernhof im Périgord auf, machte ein künstlerisches Abitur in Périgueux und studierte Bildende Kunst in Bordeaux. Nach ihrem Bachelor an der Universität Bordeaux wechselte sie an die Université Paris 1 Panthéon-Sorbonne, erwarb dort einen Master und erhielt 1990 die Agrégation.
Während dieser zwei Jahre in Paris besuchte sie auch die Vorlesungen von Yves Bonnefoy am Collège de France.
Nachdem sie zahlreiche Positionen als Lehrerin im Südwesten Frankreichs bekleidet hatte, lebte sie ab 1996 in der Nähe von Toulouse. Dort begann sie ihre Produktion großformatiger abstrakter Gemälde der Serien Horizons und des Croix.
Seit ihrer Ausstellung auf der Messe Rainbow Attitude im Jahr 2003 erlaubt sie den Besuchern, ihre Bilder zu berühren und zu drehen, da die meisten in mehreren Richtungen aufgehängt werden können.
2007 zog sie nach Norddeutschland, unterrichtete am Lycée Français de Hambourg „Antoine de Saint-Exupéry“ und später am Deutsch-Französischen Gymnasium, für das sie das Logo entwarf.
Armelle Maguer entwickelte eine Relief-Technik. Die Titel ihrer Werke rufen oft die Begriffe Erscheinung, Begegnung und Energie hervor. Abstrakt und polysemisch erinnert ihre Malerei sowohl an natürliche Elemente als auch an menschliche Konstruktionen oder Formen.
Der immer stärker ausgeprägte taktile Aspekt ihrer Werke führte dazu, dass sie im Louis-Braille-Center in Hamburg und bei Dialog in Dunkeln ausstellte, wo die Besucher ausdrücklich aufgefordert wurden, die Bilder zu berühren.
Nachdem sie 2015  Barbara Barberon-Zimmermann kennengelernt hatte, stellte sie mehrmals auf dem Festival Arabesques aus.
Seit 2021 ersetzte sie schrittweise die Acrylfarbe durch natürliche und biologische Farben und Produkte. Sie führt manchmal Zeichenmotive und Anspielungen auf eine fiktive Schrift ein.

## Einzelausstellungen (Auswahl)
- 2003: Galerie Jardin, Paris

- 2005: IBO Photo in Léguevin

- 2008: Galerie KIT, Hamburg
- 2008: Unbedingt berühren, Louis-Braille-Center, Hamburg

- 2010: Dialog im Dunkeln, Hamburg

- 2012: Nuits, FlairFrance, Hamburg[4]

- 2015: Festival Arabesques, Galerie Hafenliebe, Hamburg[5]

## Gruppenausstellungen (Auswahl)
- 2002: Galerie St Pierre, Bordeaux
- 2003: Salon Rainbow Attitude, Parc des Expositions, Paris
- 2006: Salon National des Arts et de la décoration, Parc des Expositions, Toulouse
- 2009: Espace Art Gallery, Brüssel
- 2010: Mousquet‘Arts, Galerie Art Hamburg
- 2012: Festival Arabesques, Levantehaus, Hamburg
- 2013: Festival Arabesques, Die Drostei, Pinneberg
- 2014: Halle 4, HafenCity, Hamburg
- 2018: Galerie Achtzig, Berlin
- 2020 und 2022: Festung Grauerort, Stade
- 2022: ArtMuc, München
- 2023: HolstenArt, Neumünster